# Hauteville House
Hauteville House je obytný dům, který se nachází na adrese 38 rue Hauteville ve městě Saint-Pierre-Port na ostrově Guernsey. V domě je od roku 2019 umístěno muzeum Victora Huga, který zde bydlel posledních čtrnáct let svého devatenáctiletého exilu. Právě v tomto domě autor napsal řadu svých mistrovských děl jako např. Bídníci, Dělníci moře, Muž, který se směje, Legenda věků…

## Historie
Poté, co Victor Hugo strávil několik měsíců v Jersey, odkud byl vypovězen, dorazil 31. října 1855 na Guernsey. Nejprve si pronajal dva pokoje v hotelu Evropa v Saint-Pierre-Port, poté si pronajal zařízený dům na 20 rue de Hauteville. Na pár měsíců tam bydlela celá Hugova rodina.
Finanční úspěch po vydání básnické sbírky Kontemplace umožnil spisovateli získat 16. května 1856 dům, který se nachází na 38 rue de Hauteville. Dům nechal postavit kolem roku 1800 anglický korzár a Hugo za něj zaplatil 13 920 franků. Dům, který patřil jistému Williamu Ozannovi, byl několik let neobývaný, protože v něm údajně strašil duch ženy, která tam spáchala sebevraždu.
Získání domu umožnilo autorovi životní jistotu, protože zákony Guernsey zakazovaly vyhošťování lidí s majetkem na ostrově.
Podle anglického zvyku dům Hugo pojmenoval. Nikoli Liberté, jak zamýšlel, ale Hauteville. Spisovatel, který zde žil v exilu až do roku 1870, ho  postupem času přetvářel, zařizoval a zdobil.
V Hauteville House se naplno uplatnila Vášeň Victora Huga pro bleší trhy a dekorace. Podle jeho instrukcí a podrobných náčrtů tým vedený truhlářem z Guernsey Maugerem po tři roky připravoval výzdobu interiéru, uspořádání truhel, kusů nábytku, zrcadel, gobelínů, objevených na ostrově, a vytvářel obrovské truhly dle představivosti básníka. Dne 14. května 1857 byla  slavnostně otevřena jídelna. Dekor obkladů z Delft pokrývající stěny, vrcholí krbem s dvojitým H (Hauteville House - Hugo) a korunovanou Madonou s dítětem. V rozích dlaždic jsou iniciály VH, které lze nalézt po celém domě. V nejvyšším patře vznikla pracovna, kde Hugo napsal velkou část Legendy věků, rozšířena v roce 1861 o vyhlídku, prosklenou ložnici s výhledem na moře.
Dne 19. července 1870 Francie vyhlásila válku Prusku. Hugo za předpokladu rychlého návratu opustil Normanské ostrovy 15. srpna a dorazil o dva dny později do Bruselu. Na začátku září 1870 se zde dozvěděl o porážce Sedanu a kapitulaci Napoleona III. Poté se po devatenácti letech exilu okamžitě vrátil do Francie.
V Hauteville House poté pobýval už jen třikrát: celý rok 1872, týden v dubnu 1875, a téměř čtyři měsíce v roce 1878.
V březnu 1927 se dům se zahradou stal majetkem pařížské radnice, které jí dům darovali potomci literáta.
V říjnu 2017 začal rozsáhlý restaurátorský program, na který se formoucrowdfundingu vybralo téměř 54 000 eur v individuálních darech, doplněných o finanční prostředky z Fondation du patrimoine a Paris Musées. Restaurátorské práce trvaly od dubna 2018 do dubna 2019.
Z odhadovaného rozpočtu 3,6 miliónů euro se po roce práce vyšplhaly celkové výdaje na téměř 4,35 miliónů euro (z toho 3,5 milióny euro přispěla Pinault Collection). Hauteville House byl slavnostně otevřen dne 5. dubna 2019 za přítomnosti hlavního donátora Françoise Pinaulta, starostky Paříže Anne Hidalgové, nejvyššího zástupce Guernsey Richarda Collase a potomků Victora Huga. Otevření pro veřejnost proběhlo dne 7. dubna 2019.

## Architektura
Dům se skládá ze čtyř podlaží a ve třetím patře mu dominuje vyhlídka neboli crystal room (křišťálová místnost), ze které lze pozorovat přístav v Saint-Pierre-Port.
Zahrada kolem domu, která je osázená stromy a množstvím květin, těží z mírného klimatu.